# Metastelma grisebachianum
Metastelma grisebachianum är en oleanderväxtart som beskrevs av Rudolf Schlechter. Metastelma grisebachianum ingår i släktet Metastelma och familjen oleanderväxter. Inga underarter finns listade i Catalogue of Life.